# Bluff City (Tennessee)
Bluff City é uma cidade localizada no estado norte-americano de Tennessee, no Condado de Sullivan.

## Demografia
Segundo o censo norte-americano de 2000, a sua população era de 1559 habitantes. 
Em 2006, foi estimada uma população de 1620, um aumento de 61 (3.9%).

## Geografia
De acordo com o United States Census Bureau tem uma área de 
4,0 km², dos quais 3,9 km² cobertos por terra e 0,1 km² cobertos por água. Bluff City localiza-se a aproximadamente 452 m acima do nível do mar.

## Localidades na vizinhança
O diagrama seguinte representa as localidades num raio de 16 km ao redor de Bluff City. 